# Учебные округа Российской империи
Учебные округа — административно-территориальные единицы в Российской империи, в рамках которых осуществлялось управление учебными заведениями Министерства народного просвещения в 1803—1917 годах. Возглавлялись попечителями учебных округов.

## Создание учебных округов и их развитие в 1803—1835 годах
Указом императора Александра I от 24 января 1803 года «Об учреждении учебных округов, с назначением для каждого особых губерний» вся территория империи и находящиеся на них учебные заведения, была поделена на 6 «полос», которые в дальнейшем именовались учебными округами, по числу имевшихся и намеченных к открытию университетов, которые находились во главе учебных округов. Этим указом были созданы первые шесть учебных округов: Московский, Санкт-Петербургский, Дерптский, Виленский, Казанский и Харьковский.

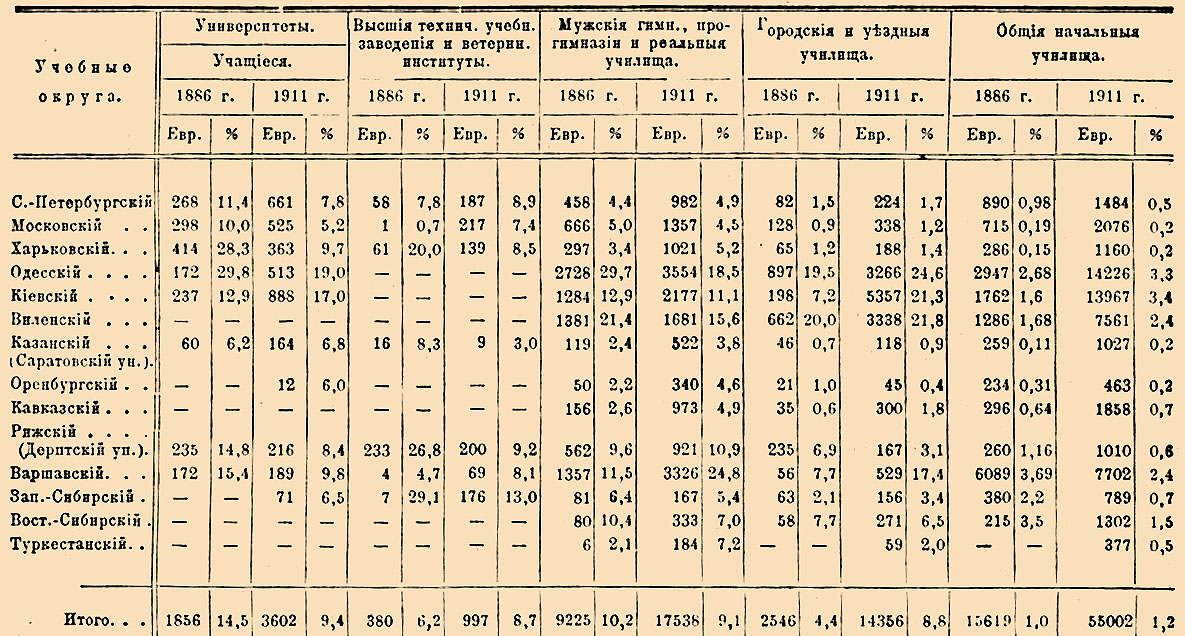
Учебные округа Российской империи

Создание учебных округов было составной частью реформы образования, проведённой в начале царствования Александра I и вторым шагом (после учреждения в сентябре 1802 года Министерства народного просвещения) по созданию новой системы управления образованием. Накануне указа об образовании учебных округов, 23 января 1803 года были утверждены «Предварительные правила народного просвещения», по существу представлявшие собой государственную образовательную доктрину, приводить которую в исполнение и были призваны учебные округа. Статья 13 «Правил…» определяла, что учебные округа составляются из «нескольких соседних губерний, сходных между собой в местных обстоятельствах».
Округа объединяли довольно обширные территории. Центральное место в каждом округе занимал императорский университет. Причём, в трёх округах университеты уже существовали (Московский, Виленский и Дерптский), в двух округах были открыты в течение 1804—1805 годов (Казанский и Харьковский). Университеты должны были осуществлять управление образованием на территории своих учебных округов. Для контроля над ними в каждый округ назначался попечитель из числа членов Главного правления училищ, представлявшего собой совет Министерства народного просвещения. Попечители учебных округов в этот период находились большей частью в Петербурге, органом же оперативного управления округом был училищный комитет, деятельность которого попечитель контролировал и направлял, состоявший из шести профессоров под председательством ректора университета.
Каждый из губернских городов округа должен был иметь своё «губернское училище или гимназию». Губернские гимназии находились в непосредственном ведении училищного комитета. Директора гимназии были одновременно директорами уездных училищ, которых должно было быть, по крайней мере, по одному в каждом уездном и губернском городе. Смотрители же уездных училищ отвечали за состояние дел в приходских учебных заведениях, которые кроме городов должны были существовать во «всяком церковном приходе или двух приходах вместе».
Для подготовки преподавателей для гимназий устраивались педагогические институты. Первым стал основанный в 1804 году Петербургский педагогический институт, в 1819 году реорганизованный в Петербургский университет; затем в Казани (в 1805 году) в педагогический институт была преобразована гимназия — из этого института в 1815 году были образованы Казанский университет и Первая Казанская мужская гимназия.

## Учебные округа после 1835 года
…в намерении еще более упрочить устройство публичных заведений, убедились мы в необходимости освободить университеты наши от управления гимназиями и училищами учебных округов, столь несовместимого с умножением деятельности высших учебных заведений, и учредить на сей конец новый порядок зависимости и отношений, ближайший к существенным пользам учебной части в Империи
В 1835 году управление высшей школой и народным образованием было разделено. В соответствии с новым Положением, принятым 25 июня, учебные округа из ведения университетов были изъяты и переданы в ведение Министерства Народного Просвещения. С этого момента полная ответственность за состояние образования в этих округах возлагалась на попечителей, уже не совмещавших эту должность с управлением университетом. В задачи попечителей входил контроль за деятельностью учебных заведений. При попечителях состояли попечительские советы и окружные инспекторы, а также дирекции народных училищ, губернские и уездные училищные советы.
Впоследствии территории, закреплённые за учебными округами, изменялись; создавались новые округа. В начале XX века в Российской империи числилось 12 учебных округов. Система образования в Иркутской, Енисейской губерний и Якутской областях, а также Туркестанского края и других территорий находились в ведении органов, носивших название «Главных управлений гражданскими учебными заведениями» соответствующей территориальной единицы.
Статистический ежегодник ЦСК МВД за 1915 год перечисляет 15 учебных округов без указания особенностей управления ими:
1. Петроградский учебный округ (до 1914 года — Санкт-Петербургский): Петроградская, Новгородская, Псковская, Олонецкая, Вологодская и Архангельская губернии;
2. Московский учебный округ: Московская, Ярославская, Костромская, Владимирская, Калужская, Нижегородская, Орловская, Рязанская, Смоленская, Тверская и Тульская губернии;
3. Казанский учебный округ: Вятская, Казанская, Самарская, Саратовская, Симбирская и Астраханская губернии;
4. Оренбургский учебный округ: Пермская, Уфимская и Оренбургская губернии, Уральская и Тургайская области;
5. Харьковский учебный округ: Воронежская, Курская, Пензенская, Тамбовская, Харьковская губернии и Область Войска Донского;
6. Одесский учебный округ: Бессарабская, Екатеринославская, Таврическая и Херсонская губернии;
7. Киевский учебный округ: Полтавская, Черниговская, Киевская, Волынская и Подольскую губернии;
8. Виленский учебный округ: Виленская, Витебская, Гродненская, Ковенская, Минская, Могилёвская, и Холмская губернии;
9. Варшавский учебный округ: Варшавская, Калишская, Келецкая, Ломжинская, Люблинская, Петроковская, Плоцкая, Радомская и Сувалкская губернии;
10. Рижский учебный округ: Курляндская, Лифляндская и Эстляндская губернии;
11. Кавказский учебный округ: Бакинская, Елизаветпольская (Елисаветпольская), Кутаисская, Тифлисская, Черноморская, Эриванская и Ставропольская губернии, Батумская, Дагестанская, Карсская, Кубанская, Терская и Закаспийская области, Сухумский и Закатальский округа;
12. Западно-Сибирский учебный округ: Тобольская и Томская губернии, Акмолинская, Семипалатинская и Семиреченская области;
13. Туркестанский учебный округ (Главное управление по гражданским учебным заведениям): Самаркандская, Сыр-Дарьинская и Ферганская области;
14. Восточно-Сибирский учебный округ (Главное управление по гражданским учебным заведениям): Иркутская, Енисейская губернии и Якутская область;
15. Приамурский учебный округ (Главное управление по гражданским учебным заведениям): Амурская, Забайкальская, Камчатская, Приморская и Сахалинская области.

## Алфавитный список учебных округов
- Белорусский учебный округ (1829—1850).
- Варшавский учебный округ (1839—1861, 1867—1917).
- Восточно-Сибирский учебный округ (1885—1917).
- Виленский учебный округ (1803—1832, 1850—1917).
- Дерптский учебный округ (1803—1893), с 1893 — Рижский.
- Западно-Сибирский учебный округ (1885—1917).
- Кавказский учебный округ (1848—1860, 1867—1917).
- Казанский учебный округ (1803—1917).
- Киевский учебный округ (1832—1917).
- Московский учебный округ (1803—1917).
- Одесский учебный округ (1832—1917).
- Оренбургский учебный округ (1875—1917).
- Рижский учебный округ (1893—1917), до 1893 — Дерптский.
- Петроградский учебный округ (1914—1917), до 1914 — Санкт-Петербургский.
- Приамурский учебный округ (1885 — 1917)
- Санкт-Петербургский учебный округ (1803—1914), с 1914 — Петроградский.
- Сибирский учебный округ (до 1885).
- Туркестанский учебный округ (1875 — 1917)
- Харьковский учебный округ (1803—1917).

## Библиографическая справка о публикации материалов
В соответствии с ведомственным окружным делением в системе МНП
В 1912-16 годах под редакцией В. И. Покровского были опубликованы материалы «Однодневной переписи начальных школ, проведённой 15 января 1911 года». По выпускам материал учебных округов распределялся следующим образом:
- С.-Петербургский учебный округ (в 2-х чч.). — Однодневная перепись начальных школ в Империи, произведённая 15 января 1911 года. — СПб.: Уч. изд. М. Н. П., 1913. — Т. Выпуск I.[5]
- Московский учебный округ (в 2-х чч.). — Однодневная перепись начальных школ в Империи, произведённая 15 января 1911 года. — СПб.: Уч. изд. М. Н. П., 1913. — Т. Выпуск II.[6]
- Харьковский учебный округ (в 2-х чч. ). — Однодневная перепись начальных школ в Империи, произведённая 15 января 1911 года. — СПб.: Уч. изд. М. Н. П., 1913. — Т. Выпуск III.[6]
- Одесский учебный округ. — Однодневная перепись начальных школ в Империи, произведённая 15 января 1911 года. — СПб.: Уч. изд. М. Н. П., 1913. — Т. Выпуск IV.[7]
- Киевский учебный округ. — Однодневная перепись начальных школ в Империи, произведённая 15 января 1911 года. — СПб.: Уч. изд. М. Н. П., 1913. — Т. Выпуск V.
- Казанский учебный округ. — Однодневная перепись начальных школ в Империи, произведённая 15 января 1911 года. — СПб.: Уч. изд. М. Н. П., 1913. — Т. Выпуск VI.
- Оренбургский учебный округ (в 2-х чч.). — Однодневная перепись начальных школ в Империи, произведённая 15 января 1911 года. — СПб.: Уч. изд. М. Н. П., 1914. — Т. Выпуск VII.[8]
- Виленский учебный округ (в 2-х чч.). — Однодневная перепись начальных школ в Империи, произведённая 15 января 1911 года. — СПб.: Уч. изд. М. Н. П., 1914. — Т. Выпуск VIII.[8]
- Рижский учебный округ (в 2-х чч.). — Однодневная перепись начальных школ в Империи, произведённая 15 января 1911 года. — СПб.: Уч. изд. М. Н. П., 1914. — Т. Выпуск IX.[9]
- Варшавский учебный округ (в 2-х чч.). — Однодневная перепись начальных школ в Империи, произведённая 15 января 1911 года. — СПб.: Уч. изд. М. Н. П., 1914. — Т. Выпуск X.[9]
- Кавказский учебный округ (в 2-х чч.). — Однодневная перепись начальных школ в Империи, произведённая 15 января 1911 года. — Петроград: Уч. изд. М. Н. П., 1914. — Т. Выпуск XI.

Выпуски XII—XV были объединены. Том:
- Азиатская Россия. — Однодневная перепись начальных школ в Империи, произведённая 15 января 1911 года. — Петроград: Уч. изд. М. Н. П., 1914. — Т. Выпуск XII–XV.

охватывал Западно-Сибирский учебный округ, Восточную Сибирь, Приамурский край и Туркестан.
В 1916 году в Петрограде были опубликованы сводные итоги по всей школьной переписи 1911 года:
- Однодневная перепись начальных школ в Империи, произведённая 15 января 1911 года. Итоги по империи. — Министерство народного просвещения. — Петроград: Уч. изд. М. Н. П., 1916. — Т. Выпуск XVI.